# حادثه هیکی یوشیکازو
حادثه هیکی یوشیکازو (به ژاپنی: 比企能員の変 ひきよしかずのへん)، حادثه ای در دوره شوگون‌سالاری کاماکورا بود که در دوم سپتامبر ۱۲۰۳ به وقوع پیوست. یک تغییر سیاسی که در شوگون‌سالاری کاماکورا رخ داد. هیکی یوشیکازو، که به عنوان یکی از بستگان مادری دومین شوگون میناموتو نو یوری‌ایه، قدرت را در دست داشت، و خانواده‌اش با توطئه هوجو توکیماسا پاکسازی و نابود شدند. همچنین به عنوان شورش هیکی یوشیکازو، شورش خاندان هیکی و نبرد کوگوشو نیز شناخته می‌شود.

## زمینه
پس از مرگ میناموتو نو یوریتومو، اولین شوگون شوگون‌سالاری کاماکورا، پسر ۱۸ ساله‌اش، میناموتو نو یوری‌ایه، جانشین او شد، اما حق او برای رسیدگی به دعاوی در عرض سه ماه متوقف شد، و دیکتاتوری شوگون پس از ۱۳ سال پایان یافت. سیستم شورای سیزده نفره ایجاد شد. چند ماه پس از استقرار سیستم شورایی (یک سال پس از مرگ یوریتومو)، کاجیوارا کاگه‌توکی، که از دستیاران نزدیک شوگون میناموتو نو یوری‌ایه بود، توسط ملازمانش محکوم شد و از قدرت سقوط کرد و تمام خانواده‌اش نابود شدند (حادثه کاجیوارا کاگه‌توکی). از دست دادن یک رعیت وفادار به نام کاگه‌توکی، که از قدرت شوگون به عنوان یک سامورایی-دوکورو شوجی استفاده می‌کرد و بر گوکه‌نین‌ها نفوذ داشت، ضربه بزرگی برای شوگون میناموتو نو یوری‌ایه بود.
پس از مرگ کاگه‌توکی، تنها کسی که از یوری‌ایه حمایت می‌کرد، پدر زنشی هیکی یوشیکازو بود. یوشیکاتا ریاست خاندان هیکی را به عنوان فرزند خواندهٔ هیکی نی به ارث برد که پرستار میناموتو نو یوریتومو بود و در سال‌های تبعید از او حمایت می‌کرد و پس از دریافت اعتماد یوریتومو، پرستار یوری‌ایه، پسر بزرگ او شد. علاوه بر این، دختر یوشیکازو تسونه واکاسا صیغه یوری شد و یک پسر قانونی به نام میناموتو نو ایچیمان به دنیا آورد و خاندان هیکی قدرت خود را به عنوان یکی از بستگان مادری شوگون تقویت کرد.
مادر یوری‌ایه، هوجو ماساکو (آمادای) و پدرش توکیماسا از ظهور خاندان هیکی احساس خطر کردند. توکیماسا از نیروهایی که از یوری‌ایه حمایت می‌کردند کنار گذاشته شد و زمانی که او جایگزین شد، از موقعیت یکی از بستگان مادری شوگون به یک ملازم سقوط کرد.